# 15854 Numa
15854 Numa este o planetă minoră (asteroid), cu un diametru de , din centura de asteroizi. A fost descoperită pe 15 februarie 1996 la osservatorio Colleverde di Guidonia⁠(d) de Vincenzo Silvano Casulli⁠(d). 
Obiectul prezintă o orbită caracterizată de o semiaxă mare de 2,2244625 UAi, o excentricitate de 0,1, o înclinație de 5,80595 ° în raport cu ecliptica.